# Mocsári pajzscsiga
A mocsári pajzscsiga (Acroloxus lacustris) Európában elterjedt vízicsigafaj. 

## Megjelenése
A csigaház 7–8 mm hosszú, 3–4 mm széles és 2 mm magas. A legtöbb csigától eltérően a ház nem csavarodott, hanem lapos, hátra- (és kissé balra) hajló kúp alakú. Felülről nézve lekerekített sarkú négyszögletes formájú. A héj vékony, törékeny, sárgásszürke vagy világosbarna színű. Hasonló faj a folyóvízi sapkacsiga, de pajzscsiga laposabb, felülről nem ellipszis alakú és házának csúcsa nem jobbra, hanem balra hajlik. 

## Elterjedése és életmódja
A mocsári pajzscsiga egész Európában előfordul Írországtól a Volgáig, Olaszországtól Skandináviáig a 61° északi szélességig. Svájcban 1000 m magasságig található meg. Magyarországon a sík- és dombvidéken elterjedt, de nagyobb tömegben nem fordul elő.
Lassan mozgó vagy állóvizek lakója, ahol a víz tiszta, nagy oxigéntartalmú és növényzettel benőtt. Többnyire a vízinövényeken, vízbemerült fatörzseken, esetleg kagylókon, úszó falevelek alján található ahol az algabevonattal táplálkozik. Általában a kalciumban gazdag vizet preferálja, de elviseli a lágy vizet is, 6-8,9 pH között. A vízszennyezésre érzékeny.
Áttetsző, 1 mm-es petéit 4-12-esével, kapszulába csomagolva rakja le. A peték 20-25 nap múlva kelnek ki. Vízinövényekkel akváriumba is bekerülhet, ahol gyorsan elszaporodik.
Magyarországon nem védett. 